# رادیو معارف
رادیو معارف، یکی از شبکه‌های سراسری رادیویی در ایران است که در شهر قم فعالیت می کند.

## تاریخچه
در ۲۸ بهمن ماه سال ۱۳۷۷ و در سالروز ولادت حضرت فاطمه معصومه (سلام الله عليها) رادیو معارف با الگوگیری از رهنمودهای رهبر فرزانه انقلاب اسلامی و مراجع معظم تقليد، يكي از بهترين دستاوردهاي رسانه‌اي انقلاب اسلامي در شهر مقدس قم به بار نشست تا با استفادة بهینه از حوزة علمیة قم، معارف دین، از این سرزمین به سراسر جهان رسانده شود و رادیو معارف از مصادیقِ عینیِ حديثِ شريف «فَیُفیضُ العِلم منه الی سایرِ البلاد» باشد.
رادیو سراسری معارف در نخستین سال فعالیتِ خود با ۸ ساعت پخش، پیام‌های معرفتی را از طریق امواج به خانه‌ها فرستاد و از سال ۱۳۸۲ پخش برنامه‌های رادیو معارف ۲۴ ساعته شد. در حال حاضر دکتر مسعود کاویانی از مدیران با سابقه‌ این شبکه، مدیر این رادیو می‌باشد.

## مأموريت راديو معارف
توليد و پخش برنامه‌هاي راديويي در همه عرصه‌هاي علوم انساني-اسلامي بر اساس آموزه‌هاي وحياني و تعاليم پيشوايان معصوم«عليهم‌السلام» به منظور تحقق اسلام ناب محمدي«صل‌الله‌عليه‌وآله‌وسلم» به عنوان «نظام جامع علمي و عملي» در تمام عرصه‌هاي زندگي فردي و اجتماعي مخاطبان هدف در چارچوب اصول، خط مشي‌ها و سياست‌هاي مصوب سازمان صدا وسيماي جمهوري اسلامي.

## هدف رادیو معارف
هدف از افتتاح این رادیو ، حضور رسانه ای برای تبیین و ترویج پیام های دینی بر اساس آموزه های قرآن و اهل بیت  علیهم السلام در سپهر رسانه ای کشور بود.طبیعی است برای رسیدن به این هدف لازم بود هم افزایی و هم گرایی با حوزه و دانشگاه ایجاد شود ، لذا با ارتباط سیستمی میان رادیو معارف و حوزه های علمیه و دانشگاه ها از توان و ظرفیت علمی و پژوهشی آن ها برای غنابخشی به برنامه ها استفاده کردیم.

## چرا رادیو معارف در قم استقرار یافت
قم خاستگاه انقلاب و پایگاه تولید فکر و اندیشه دینی است .حضور پربرکت مراجع عظام تقلید ، وجود حوزه های دینی و مؤسسات پژوهشی ، قم را در جهان سرآمد کرده است.اکنون جهانیان به قم نگاه ویژه ای دارند .لازم بود در کنار این دریای عظیم معرفتی ، رسانه ای به ترویج و تبیین تولیدات دینی این مرکز می پرداخت.
تأسیس و استقرار رادیو معارف در قم خدمت به دین و انقلاب بود و اکنون این رسانه دینی از توان علمی حوزه های علمیه برای غنابخشی به برنامه های خود نهایت استفاده را می کند.

## گروه هاي برنامه ساز
گروه قرآن و اهل‌بيت عليهم السلام
گروه قرآن و اهل بيت مأموريت دارد تا برنامه هاي راديويي را با رويكرد تبيين و ترويج در حوزه‌هاي «تاريخ و علوم قرآن»، «تاريخ و علوم حديث» ، «تاريخ انبياء»، «تاريخ اسلام» و «سيرة معصومين علیهم السلام » طراحي توليد و پخش كند.
تولید برنامه در قالب های متنوع و جذاب با هدف افزايش توان تحليل و پاسخ گويي مخاطبان به شبهات قرآني، تاريخي و حديث ؛ اصلاح رفتارهاي فردي ، اجتماعي و خانوادگي  با بيان آموزه هاي قرآن و عترت و انس بيشتر مخاطبان با قرآن و كلام معصومين عليهم السلام از مهمترین اولویت این گروه مي باشد.
اصلاح فرایند مهندسی ومدیریت پیام دینی ؛ هم افزایی و هم گرایی با حوزه به منظور بهره مندی از توان وظرفیت علمی ،پژوهشی آنها در فرايند مهندسي پيام ؛ ارائه الگوی برنامه های دینی در قالب های هنری مختلف از جمله نمایشی ،مسابقه ،جنگ گونه نیز بهر مندی از ظرفیت¬های جدید ارتباطی و جهت دهي به فضاهاي مجازي و شبكه هاي اجتماعي از راهبردهای گروه قرآن و اهل بیت است.
گروه فقه و انديشه
طراحي، توليد و تامين برنامه‌هاي راديويي با رويكرد تبيين، ترويج و نقد در حوزه های فقهي، اصولي، احكام، حقوق اديان، مذاهب و فرق، مهدويت، كلام، منطق و فلسفه، عرفان،  اقتصاد و دين‌پژوهي، رسالت گروه فقه و اندیشه رادیو معارف بشمار می رود.
بيش از 90 درصد برنامه‌هاي راديو معارف به سبب اتقان محتوا، توجه به نياز حقيقي مخاطبان، بهره‌گيري از كارشناسان نخبه حوزوي و دانشگاهي، تكيه و بهره‌گيري از پشتوانه علمي موسسات علمي و پژوهشي و برنامه‌سازي دقيق جزء شاخص‌هاي شنيداري در سپهر رسانه‌اي كشور است.
برنامه‌هاي " زمزم احكام"  (كه با حضور مراجع معظم تقليد و نمايندگانشان پاسخگوي احكام شرعي مخاطبان است)،  " فقه پويا " (كه مسائل نوپديد اجتماعي، فرهنگي، اقتصادي، پزشكي و ... را با نگاهي فقهي و حقوقي بررسي مي‌كند)،  " نقد و نظر " (كه مسائل اجتماعي و فرهنگي را با نگاهي فلسفي و با توجه به مباني علمي بررسي مي‌كند)، " تاجمعه‌ظهور " (برنامه‌ زنده مهدوي كه ضمن تبيين مباحث مهدوي پاسخگوي پرسش‌هاي مهدوي مخاطبان نيز هست) و برنامه زنده " پرسمان اعتقادي " (كه پاسخگوي پرسش‌هاي اعتقادي مخاطبان راديو است) از تولیدات شاخص و پر مخاطب گروه فقه و اندیشه محسوب می شود.
گروه فرهنگ و جامعه
ماموريت این گروه نهادينه سازي سبك زندگي اسلامي- ايراني و حمايت و پاسداري از كيان خانواده بر پايه فرهنگ اسلامي– ايراني ، تبيين جايگاه حماسه آفريني و دفاع مقدس، ترويج سيره و مرام شهدا و ترويج گفتمان انقلاب اسلامي در قالب شعر آييني و انقلاب معرفی می کند.
برنامه های زنده و صبحگاهي "مهربان باشيم" با موضوع آموزه های اخلاقی و معرفتی ضرب المثل هاي رایج فارسی ؛ «رو به راه» با با رويكرد آسيب شناسی مباحث اجتماعی ، « سلام زندگي » با موضوع تربيت فرزندان ، زن و خانواده و برنامه زنده عصرگاهي " پرسمان خانواده" و " پرسمان تربيتي كودك و نوجوان" از تولیدات شاخص این گروه است که مباحث کاربردی و سودمند كارشناسان سرآمد حوزه و دانشگاه را به سمع مخاطبان صدای فضیلت در سراسر کشور می رساند.
توليد و طراحي برنامه در موضوعات كاهش آسيب هاي فضاي مجاري و چگونگي برنامه ريزي اوقات فرزندان و مديريت سفرهاي تابستاني از ديگر برنامه هاي اين گروه است.
گروه اخبار معارفی و اطلاع رسانی
شناخت مهم‌ترين اولويت‌هاي موضوعي در حوزة انديشه سياسي اسلام و انعکاس و تحلیل رويدادهاي جاري مرتبط با امت اسلامي در عرصه‌هاي ديني ، سياسي ، فرهنگي ، اجتماعي و اقتصادي را مهم‌ترين وظيفه‌ي گروه اخبار معارفی و اطلاع رسانی است.
یکی از اصلی ترین کارکردهای رسانه؛ معرفی برخی نحله های فکری جریان های انحرافی و متقابلا ترویج انديشه سياسي اسلام ناب، معرفی گروه های اسلامی و انقلابی و جنبش هاي آزادي بخش جهان نیز تبیین تأثیر انقلاب اسلامی در بیداری جهان اسلام را از وظایف ذاتی گروه اخبار معارفی و اطلاع رسانی می باشد.
پخش روزانه "اخبار جهان اسلام" از رادیو معارف را تنها بخش خبری  با این عنوان ومحتوا در بین شبکه های رادیویی دانست.
پوشش زنده مناسبت های ملی وانقلابی؛ و برنامه «حدیث آفتاب» بر محور بیانات امام راحل(ره) و برنامه «پرسمان انقلاب»  از جمله برنامه های شاخص گروه اخبار معارفی و اطلاع رسانی است که توانسته مخاطبان فروانی را پای رادیو بکشاند.

## طرح‌ها

### طرح ملی بوی سیب
طرح ملی وبلاگ‌نویسی بوی سیب یکی از فعالیت‌های رادیو معارف می‌باشد. این طرح به صورت مسابقه وبلاگ‌نویسی هر ساله در ماه محرم و صفر برگزار می‌شود و تاکنون پنج دوره آن برگزار شده‌است.
بخش اصلی مسابقه:
- بهترین وبلاگ نوشتهٔ عاشورایی
- بهترین ریز نوشتهٔ عاشورایی
- بهترین وبلاگ عاشورایی

بخش جنبی مسابقه:
- پادکست
- گرافیک
- کتابخوانی
- بین‌الملل

### طرح بین‌المللی ملت امام حسین (ع)
حسين عليه السلام، «چراغ هدايت »، «كشتي نجات» و «الگوي آزادي و آزادگي» است و هر ميزان كه گرد اين چراغ پرفروغ پرازدحام تر به همان ميزان، حيات معنوي جامعه پر قوت تر و در برابر طوفان سهمگين غرايز و دام هاي گسترده شيطان امن تر.
به گواه دوست و دشمن، عاشورا، يك روز نيست؛ فرهنگيست به گستره تاريخ كه در ايثار و نثار، عشق و ارادت، يكدلي و يكپارچگي تجلي يافته است و در نگاه رسانه ها،اين پديده، مجال هنرمنداني است كه براي ثبت و ضبط دلدادگي ها كه در اقيانوس آرام بر ساحل فرات اشك گرد آمده اند.
در اين برهه كه ويروس منحوس كرونا محدوديت هايي رابراي عزاداري ايجاد نموده است فضاهاي مجازي با گستره ملي و جهاني مي تواند ظرفيت بي بديل از جلوهاي ناب شور و شعور حسيني را در دلها ايجاد كند و در حقيقت فضاي مجازي حسينه اي مي شود به وسعت دلها ،
«راديو معارف »، مجالي را فراهم آورده است تا با دعوت از سوگواره هاي حسيني كه در سطح ملي برگزار مي شدند با هم افزايي و شناخت ظرفيت ها، نيازها، استعدادها و تبادل تجارب تلاشگران عرصه عاشورا و برانگیختن درک و باور مديران نسبت به اهميت تجميع ظرفيت ها و تلفيق سوگواره ها ستاد سوگواره هاي حسيني را تاسيس نمايند . اهداف اين دبير خانه را مي توان در موراد ذيل اشاره نمود :
۱. ادغام ظرفيت ها و جلوگيري از اتلاف بيت المال
۲. شبكه سازي و شناخت ظرفيت هاي ملي و بين المللي
۳. استفاده از ظرفيت رسانه ملي و به كار گيري شبكه هاي ماهواره اي هم سو با نظام اسلامي
۴. هم افزايي در كنار استفاده از تجربيات يك ديگر
۵. ايجاد وحدت در برند سوگواره ها در كنار فعاليت هر سوگواره
۶. پرهيز از كار تكراري و موازي كاري و تخصصي كردن هر بخش
۷. استفاده از ظرفيت برند سازي شعار "ملت امام حسين" عليه السلام
۸. توسعه حوزه مردمي سوگواره و ايجاد بستر مناسب براي هيئت ها
۹. ترسيم مدل تبليغات رسانه اي سوگواره ؛ استفاده از ظرفيت خبرگزاري هاي و راديو محرم در كنار راديو هاي ديگر
۱۰. فراهم اوردن امكان تجليل و بزرگداشت از فعالين فرهنگ محرمي و عاشورا
بر اساس اين اهداف سوگواره هاي زير در هم تلفيق شدند تا زير يك شعار كه برگرفته از صحبت هاي سردار دلها حاج قاسم سليماني است كه (ما ملت امام حسين عليه السلام هستيم) فعاليت كنند لذا اسم سوگواره شد «ملت امام حسين عليه السلام »كه نهاد هاي زير در آن فعاليت مي كنند .
۱. معاونت صداي جمهوري اسلامي ايران
۲. راديو معارف (اشكواره بوي سيب )
۳. دفتر تبليغات حوزه علميه قم (سوگواره اشراق)
۴. اداره كل فرهنگ و ارشاد اسلامي استان سمنان (سوگواره مهر محرم)
۵. مركر توسعه فرهنگ و هنر در فضاي مجازي
۶. شبكه هاي جهاني ولايت (عربي و هوسا تحت اشراف حضرت ايت الله مكارم شيرازي )
۷. سازمان بسيج رسانه
۸. مسجد مقدس جمكران ( پويش نذر كتاب حسيني)
۹. حوزه هنري استان قم
لازم به ذكر است با توجه به تجربيات چندين سال سوگواره ها عنوان اين سوگواره در بخش هاي خواهد آمد يعني هر بخش به صورت تخصصي متكفل برگزاري چند حوزه موضوعي و ساختاري شدند كه عبارت است از :
محورهاي سوگواره
قسمت مردمی :
با تولید و انتشار محتوا با هشتک #ملت امام حسین در سوگواره شرکت کنید .
قسمت دوم حرفه ای :
بخش مهر محرم : رسانه های تصویری: عکس : تک عکس حرفه ای و مجموعه عکس و فیلم کوتاه ۳ دقیقه :( مستند کوتاه، داستانی کوتاه) و پویانمایی،موشن گرافیک و نماهنگ
بخش اشراق : رسانه های مکتوب: شعر، ، داستان ، فیلم نامه
بخش بوی سیب : صوتی و رادیویی: پادکست و نغمات آئینی، فیچر و آکاپلا و ایده های برتر رادیویی
بخش کنشگران فضای مجازی؛ فعالان شبکه های اجتماعی و پیام رسان ها
بخش اشراق : طراحی و گرافیک : پوستر ، عکس نوشت ، اطلاع نگاشت
بخش سازمان بسیج رسانه : خادمین رسانه های حسینی: خبر، گزارش، مصاحبه
بخش بین الملل (مهر محرم و شبکه های جهانی ولایت ) عربی و انگلیسی و هوسا : در تمامی بخش ها
محورهاي موضوعي جشنواره عبارت است از :
آئین ها و نمادهای هیئات خانگی (هر خانه يك حسينيه)
• پرچم های محرم و سیاه پوش نمودن فضا
• نوحه سرایی کودکان، نوجوانان و مداحان و ...
• تعزیه خوانی و روایت هنری از قیام عاشورا
محرم و مسئولیت اجتماعی عزاداران حسینی در مواجهه با کرونا
• رعایت دستورالعمل های بهداشتی و حفظ سلامت فردی و اجتماعی توسط عزاداران حسینی
• هیئت ها و تکایای مذهبی ، کانونهای فرهنگی هنری مساجد
• هیئت ها و خیمه های مجازی
ایده های نو و خلاقانه عزاداری محرم در شرایط کرونایی
مقاومت و صبر عاشورایی
• دفاع مقدس - جانبازان - آزادگان و ايثار گران
• سردار دلها شهید حاج قاسم سلیمانی -جمهوري اسلامي حرم است ؛ ماملت امام حسينيم
• جبهه مقاومت در عراق ، سوریه، لبنان، یمن و ...
کمک مومنانه و همدلی حسینی
• رزمایش ملی مواسات (حب حسيني عامل مودت و كمك مومنانه)
• نذر ماسک ، نذر ارزاق و ...
• فعاليت هاي جهادي - خادمين حسيني
زیارت به نیابت - به تو از دور سلام
مهر اربعین - کمک های مومنانه و اقدامات بهداشتی موکب های حسینی
عاشورا معرفت و بصيرت
• نماز و عاشورا
• دشمن شناسي و عاشورا
• نقش تحريف در وقوع عاشورا
• درس هاي عاشورا براي نسل امروز
• درس هاي راهبردي زيارت عاشورا
• فضاي مجازي و امر به معروف و نهي از منكر